# Gabry Ponte

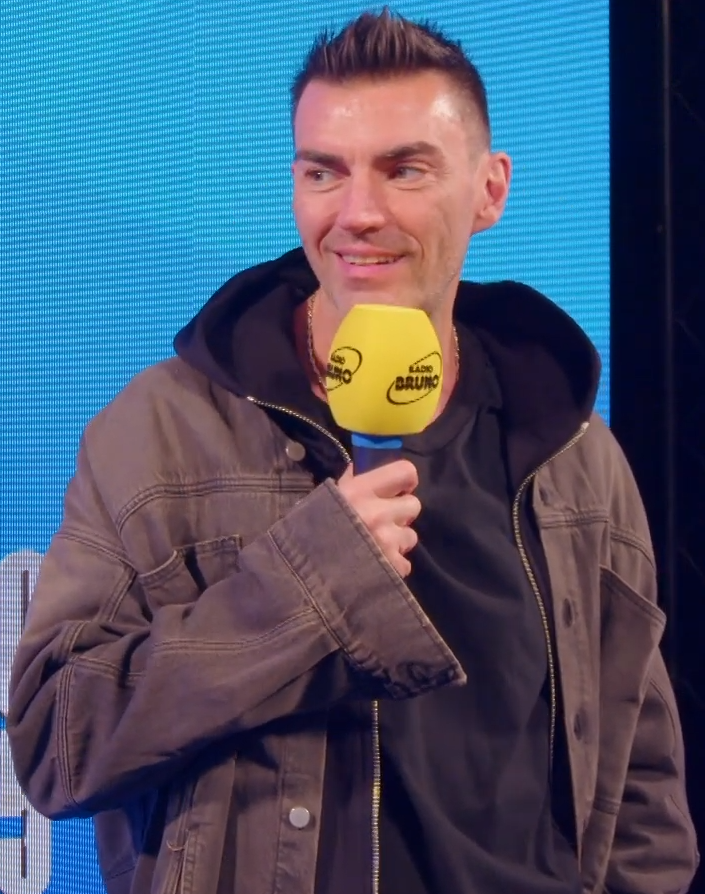
Gabry Ponte (2025)

Gabry Ponte (* 20. April 1973 in Moncalieri bei Turin als Gabriele Ponte) ist ein italienischer DJ und Musikproduzent, der Ende der 90er Jahre durch seine Beteiligung am Eurodance-Projekt Eiffel 65 erstmals auf sich aufmerksam machen konnte. Mit seinem selbstbetitelten Debüt-Album gelang ihm national auch der Durchbruch als Solo-Künstler. 2019 gelang ihm mit einer Überarbeitung von Lum!x’ Bootleg zum Lied Monster von Meg & Dia ein erneuter kommerzieller Erfolg in Europa. Neben seinen Solo-Veröffentlichungen agiert er auch als Songwriter und Produzent, so war er unter anderem an Dragostea din tei von Haiducii oder Tacatá von Tacabro beteiligt.

## Karriere

### Bis 1998: Musikalische Anfänge
Bereits im Alter von 17 Jahren trat Gabry Ponte in diversen Diskotheken in Turin und Umgebung auf. Als er schließlich einige seiner Produktionen zum italienischen Plattenlabel Blisscorporation schickte, wurde dieses auf ihn aufmerksam und nahm ihn unter Vertrag. Er arbeitete zunächst mit dem Projekt Da Blitz zusammen, wo er Erfahrung in Bezug auf den Einsatz von Computertechnik zur Musikproduktion sammeln konnte. Zusätzlich trat er gemeinsam mit seinen Freunden Gianfranco Randone alias Jeffrey Jey und Maurizio Lobina als Trio auf und experimentierte im Studio.

### 1998 bis 2005: Eiffel 65
1998 gründete Ponte gemeinsam mit Jeffrey Jey und Lobina das Projekt Eiffel 65. Ihre Debüt-Single Blue (Da Ba Dee) erschien erstmals im Oktober 1998 und entwickelte sich in ihrem Heimatland zu einem kommerziellen Erfolg. Nach internationaler Veröffentlichung im Folgejahr landeten sie mit dem Lied einen Nummer-eins-Hit in über 15 Ländern und kletterten in die Top-10 der US-amerikanischen Charts. In den Folgejahren wurden sie für das Lied wiederholt mit für eine Grammy-Auszeichnung nominiert. Die Nachfolge-Single Too Much of Heaven wurde im Frühjahr 1999 veröffentlicht und konnte in Europa im kleinen an den Erfolg von Blue (Da Ba Dee) anschließen. Im Gegensatz zum Vorgänger wurde in Too Much of Heaven Einflüsse aus der Hip-Hop-Szene mit aufgenommen und mit Autotune bearbeitet. Das Lied wird als erstes Exempel dieser Art bezeichnet.
Parallel mit der dritten Single Move Your Body veröffentlichten Eiffel 65 ihr erstes Studioalbum Europop. Die Single entwickelte sich zu einem weiteren europaweiten Erfolg, mit Top-Platzierungen in unter anderem Österreich, Dänemark und Frankreich. Das offizielle Musikvideo stellt eine Fortsetzung des Musikvideos von Blue (Da Ba Dee) dar. Das Studioalbum konnte bis unter die oberen Plätze der US-amerikanischen Billboard-Charts vorrücken und erzielte auch Erfolg in verschiedenen europäischen Charts. Als letzte Single-Auskopplungen veröffentlichten sie das Lied My Console, das jedoch nicht an den Erfolg der Vorgänger anschließen konnte.
2001 landeten sie mit der Single Lucky (In My Life) aus ihrem zweiten Studioalbum Contact! einen weiteren europaweiten Erfolg. Das Lied wurde in verschiedenen west- bis mitteleuropäischen Ländern in verschiedenen Versionen veröffentlicht. Die fünfte Single-Auskopplung Losing You, die von Elena Flochen gesungen wird, konnte sich in Kanada zu einem Top-10-Hit entwickeln. Das Studioalbum selber entstand während ihrer Bus-Tour durch Los Angeles und wurde im Juli 2001 veröffentlicht und konnte in Italien hohe Platzierungen verzeichnen. Ähnlich erfuhr es auch das folgende italienischsprachige Album Eiffel 65, dessen Singles allesamt bis in die Top-25 vorrücken konnten. Quelli che non hanno età erreichte die Top fünf.
Im Jahr 2005 entschloss sich Ponte dazu, die Gruppe zu verlassen, um sich vermehrt auf seine Solokarriere zu konzentrieren. Jeffrey Jey und Lobina führten das Projekt bis 2006 allein fort, bis sie später bekannt gaben, fortan als Bloom 06 aufzutreten und Eiffel 65 somit hinter sich zu lassen.

### 2002 bis 2003: Durchbruch als Solokünstler mitGabry Ponte
Im Juli 2001 veröffentlichte Gabry Ponte seine erste Solo-Single Got to Get (Don Don) über das Plattenlabel National DJ Event. Im April des Folgejahres folgte das Lied Time to Rock, zu dem die italienische Sängerin Stefania Piovesan ihren Gesang beisteuerte. Der Song erreichte Platz 33 der italienischen Single-Charts. Mit dem Italo-Dance-Lied Geordie, das er im Oktober 2002 veröffentlichte, konnte er einen Top-10-Hit in den italienischen Single-Charts landen. Der Song basiert auf dem gleichnamigen Stück in Interpretation des italienischen Cantautore Fabrizio De André.
Am 26. November 2002 veröffentlichte Ponte sein selbstbetiteltes Debütalbum, das seine drei bisher veröffentlichten Singles beinhaltete. Er rückte mit dem Album bis auf Platz 16 der italienischen Album-Charts. Das Lied De musica tonante wurde als dritte Single ausgekoppelt. Music wurde in Kollaboration mit dem italienischen DJ Mario Fargetta produziert und basiert auf dem gleichnamigen Lied von John Miles aus dem Jahr 1976. Als letztes Lied aus Gabry Ponte wurde der Song The Man in the Moon ausgekoppelt. Auch im Remixbereich machte er auf sich aufmerksam. Er landete mit seinem Giulia-Remix, den er für DJ Lhasa produzierte, in Italien einen großen Hit. Im selben Jahr gewann er die Italian Dance Music Awards.

### 2004 bis 2005:Dr. Jekyll & Mr. DJ

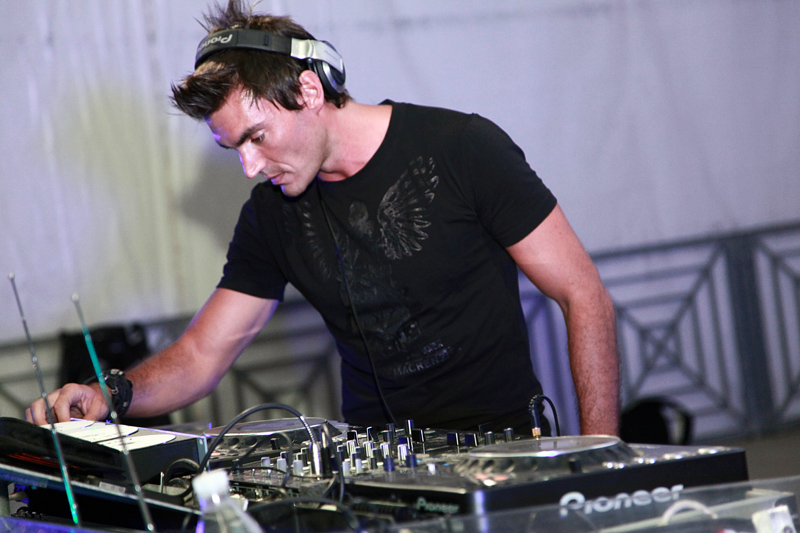
Gabry Ponte, 2011

Im Jahre 2004 veröffentlichte er sein zweites Album Dr. Jekyll & Mr. DJ. Dieses enthält neben den Single-Auskopplungen Figli di Pitagora und Depends on You auch den Song La danza delle streghe, der sich in Italien zu einem Top-10-Hit entwickeln konnte. Mit Figli di Pitagora veröffentlichte Ponte auch seine erste Single in Deutschland. Dieser gelang auch der Einstieg in die deutschen Singlecharts. Eine frühere Version des Liedes war bereits auf dem Eiffel-65-Album Eiffel 65 enthalten. Stimmlich unterstützt wurde Gabry Ponte bei dieser Single vom italienischen Sänger Little Tony.
Zudem produzierte Ponte in diesem Jahr die rumänische Sängerin Haiducii, die mit ihrem Song Dragostea din tei in ganz Europa große Erfolge feiern konnte. Speziell die Remixe von Gabry Ponte machten den Song erst clubtauglich. Als Folge dessen erreichte Dragostea din tei die Spitzenposition der italienischen Singlecharts.
2005 veröffentlichte Gabry Ponte sein erstes DJ-Set in Italien. Auf diesem sind unter anderem Songs von Gigi D’Agostino, Infernal und Roberto Molinaro zu finden. Parallel erschienen die Singles La libertà, Elektro Muzik Is Back und U.n.d.e.r.g.r.o.u.n.d. La libertà bildet ein Crossover zwischen Operngesang und Italodance.

### 2006 bis 2008: Erste EP &Gabry2o
2006 produzierte Ponte für das italienische Pop-Duo Karmah den europaweit erfolgreichen Hit Just Be Good to Me sowie einen eigenen Dance Remix. Die originalen Lyrics zu diesem Song schrieb Gianfranco Randone (Jeffrey Jey), ehemaliger Frontmann und Sänger von Eiffel 65, schon im Jahre 1997. Als Nachfolgesingle von Just Be Good to Me wurde die Single Tom’s Diner veröffentlicht, zu welcher Gabry Ponte zwei Remixe beisteuerte.
Seit dem 7. Oktober 2006 mixt Ponte das Programm Tribe auf dem italienischen Radiosender m2o, welches jeden Samstag von 21 bis 22 Uhr ausgestrahlt wird. Im Dezember 2006 veröffentlichte er die EP According to Gabry Ponte, die die im Vorjahr veröffentlichten Singles Elektro Muzik Is Back und U.n.d.e.r.g.r.o.u.n.d beinhaltet.
Anfang 2007 veröffentlichte Ponte die EP Love Songs in the Digital Age According to Gabry Ponte veröffentlicht, diese enthält sieben Titel. Als erste Single daraus kündigte er The Point of No Return an, welche seine erste Single im Jahre 2007 darstellt. Als zweite Single erschien das Lied I Dream Of You, die im Sommer 2007 veröffentlicht wurde. Seit dem 5. März 2007 moderiert Gabry Ponte die Sendung Gabry2o, die ebenfalls auf m2o läuft.
Im Sommer 2008 veröffentlichte Ponte sein drittes Studioalbum Gabry 2o und enthält 13 Titel. Der Name der CD Gabry 2o ist angelehnt an seine Radioshow, die regelmäßig auf dem italienischen Dancesender m2o läuft. Als erste Single-Auskopplung wurde im Mai 2008 das Lied Somebody Called Me veröffentlicht.

### 2009 bis 2011:Vivi nell’aria&Dance and Love
2009 koppelte er zunächst das italienische Lied W la guerra aus Gabry 2o aus. Es folgte das Lied Dreams, das in Zusammenarbeit mit Format C entstand und mit welchem er einen Schritt in Richtung der Electro-House-Szene machte. Ebenfalls 2009 erschien der Song Vivi nell’aria, eine Neuaufnahme des gleichnamigen Liedes vom italienischen Sänger Miani. Neben der italienischen Version erschien auch eine englischsprachige mit dem Titel You (Livin’ in My Heart). Der Titeltrack wurde vom deutschen Produzenten Manian, Produzent von unter anderem Cascada und R.I.O. abgemischt.
2010 folgten mitunter die Lieder Love 2 Part und Sexy DJ, die keinen weitergehenden Erfolg einbringen konnten. Zusätzlich veröffentlichte er das Lied Don’t Let Me Be Misunderstood, das er gemeinsam mit Cristian Marchi, Sergio D’Angelo und Sängerin Andrea Love aufnahm. Der zusammen mit Zhana entstandene Song Skyride stellt eine weitere kommerzielle Singleveröffentlichung dar. Im Laufe des Jahres erschienen mehrere Teile seiner Kompilationsreihe „Dance and Love“. Das erste Volumen brachte ihm eine Platzierung in den italienischen Album-Charts ein.

### 2012 bis 2018: Wiederkehrender nationaler Erfolg
Im Januar 2012 produzierte er das Lied Tacatà des italienischen Dance-Pop-Projekts Tacabro, das sich im Laufe des Sommers zu einem europaweiten Sommerhit entwickelte. Im selben Jahr veröffentlichte er die Single Beat on My Drum, die er gemeinsam mit Belle Perez, Pitbull und Sophia del Carmen aufnahm. Diese konnte Platz 11 der US Hot Dance Club Songs erreichen. Des Weiteren kam es zu mehreren Kollaborationen mit anderen Künstlern; so arbeitete er unter anderem mit dem österreichischen DJ-Duo Darius & Finlay, Sängerin Dorotea Mele und La Familia Loca zusammen.
Anfang 2013 folgte ein Remake des Liedes Dragostea din tei, das in Zusammenarbeit mit seinem Ex-Eiffel-65-Kollegen Jeffrey Jey entstand. Der Song wurde im Commercial-House-Stil neu gestaltet. Zusammen mit Dj Matrix produzierte er im selben Jahr das Lied Fall in Love. Am 6. August 2013 veröffentlichte Ponte den Track Sexy Swag, der in Zusammenarbeit mit dem jamaikanischen Musiker Shaggy entstand und eine weitere kommerziell ausgelegte Single repräsentierte. Letztes Release des Jahres war der Song Sunshine Girl, dessen Gesang die US-amerikanische Pop-Sängerin Amii Stewart beisteuerte.
2014 folgten das Electro-House-Lied La fine del mondo mit dem italienischen Pop-Rap-Duo Two Fingerz sowie die Single Buonanotte giorno mit denen er die Top-10 der offiziellen Charts sowie die Spitze der iTunes-Charts seines Heimatlandes erreichte. Gemeinsam mit Emanuel Nava veröffentlichte er im März 2014 über das Plattenlabel Blanco y Negro den Track Scream, mit dem er seine erste Veröffentlichung im Bereich der Big-Room-House-Musik präsentierte. 2015 erschien der Song Showdown, der in einem ruhigeren Stil produziert wurde.
2016 veröffentlichte er in Zusammenarbeit mit Two-Fingerz-Mitglied Danti das Lied Che ne sanno i 2000, das sich allein in Italien 100 Tausend Mal verkaufte. Der Nachfolger Tu sei ging Gold. 2018 veröffentlichte er die Single Quando arrivo io, den er zusammen mit Junior Cally aufnahm. Sie präsentiert ein Crossover zwischen Trap- und Dubstep-Musik. Anfang 2018 veröffentlichte er in Zusammenarbeit mit DJ Matrix und den Rappern Mambolosco und Nashley das Lied Ghostblaster, in das er Merkmale des Psytrance und Hip-Hops einfließen ließ. Außerdem erschien gemeinsam mit dem italienischen Musikprojekt Pop X das Lied Tanja, zu dem er zusätzlich eine Italodance-Version produzierte.

### Seit 2019:Monster
Nach den beiden italienischsprachigen Singles La casa degli specchi und Il calabrone veröffentlichte er im April 2019 in Zusammenarbeit mit dem österreichischen DJ und Produzenten Lum!x das Lied Monster, mit dem ihm ein europaweiter Club-Hit gelang. Das Lied basiert auf einem Melbourne-Bounce-Bootleg, den Lum!x bereits Ende 2017 zum gleichnamigen Lied des US-amerikanischen Rock-Duos Meg & Dia aus dem Jahr 2006 produzierte. Durch einen im Sommer 2019 veröffentlichten Remix vom deutschen DJ und Produzenten Robin Schulz konnte der Erfolg gesteigert werden.
Ponte ist Co-Autor des Liedes Halo, mit dem Lum!x und Pia Maria Österreich beim Eurovision Song Contest 2022 vertraten.

### 2025: Sanremo-Festival und Eurovision Song Contest
Zum Sanremo-Festival 2025 steuerte Ponte den Titelsong Tutta l’Italia bei. Mit dem Lied nahm er anschließend auch am Finale des San Marino Song Contest 2025 am 8. März 2025 teil und belegte den ersten Platz. Damit vertrat Gabry Ponte das Land San Marino beim Eurovision Song Contest 2025 in Basel. Er trat am 13. Mai 2025 im ersten Halbfinale auf und konnte sich für das Finale am 17. Mai qualifizieren. Dort endete er auf dem letzten Platz.

## Diskografie

### Alben
| Jahr | Titel Musiklabel                                     | Höchstplatzierung, Gesamtwochen, AuszeichnungChartsChartplatzierungen (Jahr, Titel, Musiklabel, Platzierungen, Wochen, Auszeichnungen, Anmerkungen) | Anmerkungen                        |
| Jahr | Titel Musiklabel                                     | IT | Anmerkungen                        |
| ---- | ---------------------------------------------------- | --- | ---------------------------------- |
| 2002 | Gabry Ponte Universal                                | IT16 (5 Wo.)IT | Erstveröffentlichung: 2002         |
| 2004 | Dr. Jekyll & Mr. DJ Universal                        | IT17 (15 Wo.)IT | Erstveröffentlichung: 14. Mai 2004 |
| 2008 | Gabry2o National DJ Event                            | IT34 (1 Wo.)IT | Erstveröffentlichung: 2008         |
| 2010 | Dance and Love – The Selection Vol. 1 Dance and Love | IT75 (1 Wo.)IT | Erstveröffentlichung: 2010         |

Weitere Alben
- 2005: DJ Set
- 2006: Modern Tech Noises According to Gabry Ponte EP
- 2007: Love Songs in the Digital Age According to Gabry Ponte EP
- 2007: Tunes from Planet Earth According to Gabry Ponte EP
- 2009: Gabry2o Vol. 2
- 2010: Dance and Love – The Selection Vol. 2
- 2010: Dance and Love – The Selection Vol. 3
- 2011: Dance and Love – The Selection Vol. 4
- 2013: Gabry Ponte Selection
- 2014: Gabry Ponte Selection 2k14
- 2018: Dance Lab EP

### Singles als Leadmusiker
| Jahr | Titel Album                                                 | Höchstplatzierung, Gesamtwochen, AuszeichnungChartplatzierungen (Jahr, Titel, Album, Platzierungen, Wochen, Auszeichnungen, Anmerkungen) | Höchstplatzierung, Gesamtwochen, AuszeichnungChartplatzierungen (Jahr, Titel, Album, Platzierungen, Wochen, Auszeichnungen, Anmerkungen) | Höchstplatzierung, Gesamtwochen, AuszeichnungChartplatzierungen (Jahr, Titel, Album, Platzierungen, Wochen, Auszeichnungen, Anmerkungen) | Höchstplatzierung, Gesamtwochen, AuszeichnungChartplatzierungen (Jahr, Titel, Album, Platzierungen, Wochen, Auszeichnungen, Anmerkungen) | Anmerkungen                                                                                       |
| Jahr | Titel Album                                                 | IT | DE | AT | CH | Anmerkungen                                                                                       |
| ---- | ----------------------------------------------------------- | --- | --- | --- | --- | ------------------------------------------------------------------------------------------------- |
| 2002 | Time to Rock Gabry Ponte                                    | IT33 (3 Wo.)IT | — | — | — | Erstveröffentlichung: 2002                                                                        |
| 2002 | Geordie Gabry Ponte                                         | IT9 (20 Wo.)IT | — | — | — | Erstveröffentlichung: 2002                                                                        |
| 2003 | De musica tonante Gabry Ponte                               | IT13 (6 Wo.)IT | — | — | — | Erstveröffentlichung: 2003                                                                        |
| 2003 | Music Gabry Ponte                                           | IT75 (1 Wo.)IT | — | — | — | Erstveröffentlichung: 2003 mit Fargetta Original: John Miles                                      |
| 2003 | The Man in the Moon Gabry Ponte                             | IT30 (6 Wo.)IT | — | — | — | Erstveröffentlichung: 2003                                                                        |
| 2003 | Giulia –                                                    | IT16 (10 Wo.)IT | — | — | — | Erstveröffentlichung: 2003 mit DJ Lhasa Original: Gianni Togni                                    |
| 2003 | La danza delle streghe Dr. Jekyll & Mister DJ               | IT7 Gold · (18 Wo.)IT | — | — | — | Erstveröffentlichung: 2003 Verkäufe: + 25.000                                                     |
| 2004 | Figli di Pitagora Dr. Jekyll & Mister DJ                    | IT13 (8 Wo.)IT | DE66 (5 Wo.)DE | — | — | Erstveröffentlichung: 2004 feat. Little Tony                                                      |
| 2004 | Sin pararse –                                               | IT20 (9 Wo.)IT | — | — | — | Erstveröffentlichung: 2004 Ye Man vs. Gabry Ponte                                                 |
| 2005 | Depends on You Dr. Jekyll & Mister DJ                       | IT13 (7 Wo.)IT | — | — | — | Erstveröffentlichung: 2005                                                                        |
| 2010 | Sono già solo (Remix) Dance and Love – The Selection Vol. 3 | IT51 (1 Wo.)IT | — | — | — | Erstveröffentlichung: 2010 Original: Modà                                                         |
| 2012 | Beat on My Drum –                                           | IT85 (1 Wo.)IT | — | — | — | Erstveröffentlichung: 22. Oktober 2012 Belle Perez feat. Gabry Ponte, Pitbull & Sophia Del Carmen |
| 2014 | La fine del mondo –                                         | IT7 (6 Wo.)IT | — | — | — | Erstveröffentlichung: 2014 feat. Two Fingerz                                                      |
| 2014 | Buonanotte giorno –                                         | IT7 (6 Wo.)IT | — | — | — | Erstveröffentlichung: 20. Juni 2014                                                               |
| 2016 | Che ne sanno i 2000 –                                       | IT22 ×2Doppelplatin · (18 Wo.)IT | — | — | — | Erstveröffentlichung: 1. Juli 2016 feat. Danti Verkäufe: + 100.000                                |
| 2017 | Tu sei –                                                    | IT45 Gold · (5 Wo.)IT | — | — | — | Erstveröffentlichung: 31. März 2017 feat. Danti Verkäufe: + 25.000                                |
| 2019 | Monster –                                                   | IT— GoldIT | DE20 ×2Doppelplatin · (80 Wo.)DE | AT52 ×3Dreifachplatin · (70 Wo.)AT | CH55 (25 Wo.)CH | Erstveröffentlichung: 19. April 2019 mit LUM!X Verkäufe: + 1.368.333                              |
| 2020 | The Passenger (LaLaLa) –                                    | — | DE58 Gold · (20 Wo.)DE | AT47 Platin · (17 Wo.)AT | — | Erstveröffentlichung: 17. Januar 2020 mit LUM!X, Mokaby & D.T.E Verkäufe: + 250.000               |
| 2020 | Lonely –                                                    | — | DE77 (1 Wo.)DE | — | — | Erstveröffentlichung: 5. Juni 2020 mit Jerome Verkäufe: + 50.000                                  |
| 2021 | Thunder –                                                   | IT42 ×2Doppelplatin · (32 Wo.)IT | DE79 Gold · (14 Wo.)DE | AT36 Platin · (37 Wo.)AT | CH20 (83 Wo.)CH | Erstveröffentlichung: 7. Mai 2021 mit LUM!X & Prezioso Verkäufe: + 1.413.333                      |
| 2022 | We Could Be Together –                                      | IT93 Gold · (1 Wo.)IT | — | — | — | Erstveröffentlichung: 3. Juni 2022 mit LUM!X & Daddy DJ Verkäufe: + 150.000                       |
| 2025 | Tutta l’Italia –                                            | IT14 Gold · (… Wo.)IT | — | — | CH29 (2 Wo.)CH | Erstveröffentlichung: 31. Januar 2025 Verkäufe: + 100.000                                         |

Weitere Singles
| - 2001: Got to Get - 2006: La libertà - 2006: Elektro Muzik Is Back - 2006: U.N.D.E.R.G.R.O.U.N.D. - 2007: The Point of No Return - 2007: I Dream of You - 2008: Somebody Called Me - 2009: Ocean Whispers - 2009: W la guerra - 2009: Dreams - 2009: Vivi nell’aria (feat. Miani) / You (Livin’ in My Heart) - 2009: A Decade in Blue (Da Ba Dee) (Remix) - 2010: Don’t Let Me Be Misunderstood (mit Cristian Marchi & Sergio D’Angelo feat. Andrea Love) - 2010: Love 2 Party - 2010: Sexy DJ (In da Club) (feat. Maya Days) - 2011: Skyride (mit Zhana) - 2012: Tattaratta (feat. Darius & Finlay) - 2012: Lovely on My Hand (vs. Dorotea Mele) - 2012: Imaginate (vs. La Familia Loca) - 2013: Dragostea din tei (feat. Haiducii & Jeffrey Jey) - 2013: Fall in Love (vs. Dj Matrix) - 2013: Sexy Swag (feat. Shaggy) | - 2013: Sunshine Girl (mit Amie Steward) - 2013: Before the End (Spyne, Palmieri & Gabry Ponte feat. Kenny Ray) - 2014: Scream (mit Emanuel Nava) - 2015: Showdown - 2017: In the Town (feat. Sergio Sylvestre) - 2018: Quando arrivo io (mit Junior Cally) - 2018: Ghostblaster (mit Dj Matrix feat. MamboLosco & Nashley) - 2018: Tanja (mit Pop X) - 2019: La casa degli specchi (mit Myss Keta) - 2019: Il calabrone (feat. Edoardo Bennato & Thomas) - 2019: Night Club (mit Jacopo Et) - 2020: Opera (mit La Diva) - 2020: Auto blu (mit Shiva & Eiffel 65) - 2020: Déjà Vu (mit Proyecto Fenomeno feat. Deivys) - 2020: Scare Me (mit Lum!x & KSHMR feat. Karra) - 2020: Like a Prayer (mit Galwaro & Lizot) - 2021: The Feeling (mit Henri PFR) - 2022: Mad World (mit Timmy Trumpet) - 2023: Easy On My Heart - 2024: Mockingbird (mit Dimitri Vegas & Like Mike & Tiësto; #9 der deutschen Single-Trend-Charts am 24. Mai 2024) - 2025: Exotica |

### Singles als Gastmusiker
| Jahr | Titel Album  | Höchstplatzierung, Gesamtwochen, AuszeichnungChartsChartplatzierungen (Jahr, Titel, Album, Platzierungen, Wochen, Auszeichnungen, Anmerkungen) | Anmerkungen                                                                                          |
| Jahr | Titel Album  | IT | Anmerkungen                                                                                          |
| ---- | ------------ | --- | --- |
| 2019 | Courmayeur – | IT44 Gold · (14 Wo.)IT | Erstveröffentlichung: 2019 Dj Matrix, Carolina Marquez & Ludwig feat. Gabry Ponte Verkäufe: + 35.000 |

Weitere Gastbeiträge
- 2011: Fire (Matteo Maddè feat. Jean Diarra vs. Gabry Ponte)

### Remixe
- 2016: Dj Matrix & Paps’n’Skar feat. Vise – Fanno Bam – IT: Gold (+ 35.000)

## Auszeichnungen für Musikverkäufe
| Silberne Schallplatte - Vereinigtes Königreich - 2024: für die Single Thunder Goldene Schallplatte - Belgien - 2024: für die Single Mockingbird - Dänemark - 2025: für die Single Mad World - Frankreich - 2024: für die Single We Could Be Together - 2025: für die Single Exotica - Polen - 2023: für die Single Like a Prayer - 2024: für die Single Easy On My Heart - Spanien - 2025: für die Single Exotica Platin-Schallplatte - Dänemark - 2022: für die Single Monster - 2022: für die Single Thunder - Polen - 2021: für die Single The Passenger (LaLaLa) - 2022: für die Single Scare Me - 2023: für die Single Lonely - Spanien - 2025: für die Single Thunder | 2× Platin-Schallplatte - Polen - 2023: für die Single Monster - 2024: für die Single Thunder 3× Platin-Schallplatte - Norwegen - 2023: für die Single Thunder Diamantene Schallplatte - Frankreich - 2023: für die Single Monster - 2023: für die Single Thunder |

Anmerkung: Auszeichnungen in Ländern aus den Charttabellen bzw. Chartboxen sind in ebendiesen zu finden.
| Land/RegionAuszeichnungen für Musikverkäufe (Land/Region, Auszeichnungen, Verkäufe, Quellen) | Silber  | Gold       | Platin       | Diamant     | Verkäufe  | Quellen             |
| -------------------------------------------------------------------------------------------- | ------- | ---------- | ------------ | ----------- | --------- | ------------------- |
| Belgien (BRMA)                                                                               | —       | Gold1      | —            | —           | 20.000    | ultratop.be         |
| Dänemark (IFPI)                                                                              | —       | Gold1      | 2× Platin2   | —           | 225.000   | ifpi.dk             |
| Deutschland (BVMI)                                                                           | —       | 2× Gold2   | 2× Platin2   | —           | 1.200.000 | musikindustrie.de   |
| Frankreich (SNEP)                                                                            | —       | 2× Gold2   | —            | 2× Diamant2 | 866.666   | snepmusique.com     |
| Italien (FIMI)                                                                               | —       | 7× Gold7   | 4× Platin4   | —           | 605.000   | fimi.it             |
| Norwegen (IFPI)                                                                              | —       | —          | 3× Platin3   | —           | 180.000   | ifpi.no             |
| Österreich (IFPI)                                                                            | —       | —          | 5× Platin5   | —           | 150.000   | ifpi.at             |
| Polen (ZPAV)                                                                                 | —       | 2× Gold2   | 7× Platin7   | —           | 370.000   | olis.pl             |
| Spanien (Promusicae)                                                                         | —       | Gold1      | Platin1      | —           | 110.000   | elportaldemusica.es |
| Vereinigtes Königreich (BPI)                                                                 | Silber1 | —          | —            | —           | 200.000   | bpi.co.uk           |
| Insgesamt                                                                                    | Silber1 | 16× Gold16 | 24× Platin24 | 2× Diamant2 |           |                     |